# Don Coscarelli
Don Coscarelli est un scénariste et réalisateur américain. Il est particulièrement connu pour sa saga d'horreur Phantasm.

## Biographie
Don Coscarelli Jr. est né le 17 février 1954 à Tripoli en Libye
de colons italiens et a grandi dans le sud de la Californie. Bien que sa famille n'ait aucun lien avec le cinéma, il a été fasciné par les caméras et la réalisation dès son plus jeune âge. Bien avant d'avoir l'âge d'aller dans une école de cinéma, ses courts métrages, réalisés avec l'aide d'amis du quartier dans sa ville natale de Los Alamitos en Californie, ont remporté des prix à la télévision américaine. 
À l'âge de 19 ans, Coscarelli devient le plus jeune réalisateur à avoir un long métrage distribué par un grand studio lorsqu'il vend son drame indépendant Jim the World's Greatest à Universal Pictures. Le film est la première collaboration de Coscarelli avec l'acteur Lawrence Rory Guy, qui deviendra plus tard une icône de l'horreur sous le nom d'Angus Scrimm. Jim the World's Greatest est sélectionné officiellement au Festival du film des États-Unis.
Coscarelli est surtout connu pour Phantasm et ses 4 suites. Le film Phantasm original a été un succès critique et au box-office mondial et a remporté le prix spécial du jury au Festival du Cinéma Fantastique d'Avoriaz de 1979.
Don Coscarelli a également réalisé et coécrit avec Paul Pepperman Dar l'invincible (The Beastmaster) avec Marc Singer dans le rôle principal, qui sera suivi deux suites et d'une série télévisée.
Don Coscarelli a reçu le prix Bram Stoker du meilleur scénario pour son film Bubba Ho-tep , qu'il a également réalisé. Basé sur une nouvelle de Joe R. Lansdale, Bubba Ho-tep met en vedette Bruce Campbell ( Evil Dead), Ossie Davis et Reggie Bannister (Phantasm). En plus d'être un succès critique, Bubba Ho-tep a également été diffusé dans des festivals internationaux prestigieux comme le Festival international du film de Toronto, SXSW, le Festival du film de Floride, le Festival international des films fantastiques de Bruxelles et le Festival international du film de Hong Kong. Au US Comedy Arts Festival de HBO, Coscarelli a reçu le prix du meilleur scénario. Au festival FantAsia de Montréal, Bubba Ho-tep a reçu le prix du meilleur film international.
Don Coscarelli a également réalisé le premier épisode de la série télévisée américaine Masters of Horror, intitulé «Incident On and Off a Mountain Road» et  coécrit avec Stephen Romano. 
En 2008, Coscarelli a acheté les droits cinématographiques du roman d'horreur et de la série Internet  John Dies at the End de David Wong. Le film a été achevé en 2011 et sorti en 2013.
En 2018, il a publié ses mémoires, True Indie: Life and Death in Filmmaking.

## Filmographie

### Comme scénariste
- 1976 : Jim the World's Greatest (en)
- 1976 : Kenny & Company (en)
- 1979 : Phantasm
- 1982 : Dar l'invincible (The Beastmaster)
- 1988 : Phantasm 2
- 1989 : Survival Quest
- 1994 : Phantasm III: Le Seigneur de la Mort
- 1998 : Phantasm IV: Aux sources de la Terreur
- 2002 : Bubba Ho-tep
- 2015 : Phantasm: Ravager

### Comme réalisateur
- 1976 : Jim the World's Greatest (en)
- 1976 : Kenny & Company (en)
- 1979 : Phantasm
- 1982 : Dar l'invincible (The Beastmaster)
- 1988 : Phantasm 2
- 1989 : Survival Quest
- 1994 : Phantasm III: Le Seigneur de la Mort
- 1998 : Phantasm IV: Aux sources de la Terreur
- 2002 : Bubba Ho-tep
- 2005 : Masters of Horror : La Survivante (Incident On and Off a Mountain Road)
- 2012 : John Dies at the End